# Leichtathletik-Europameisterschaften 2002/Weitsprung der Frauen

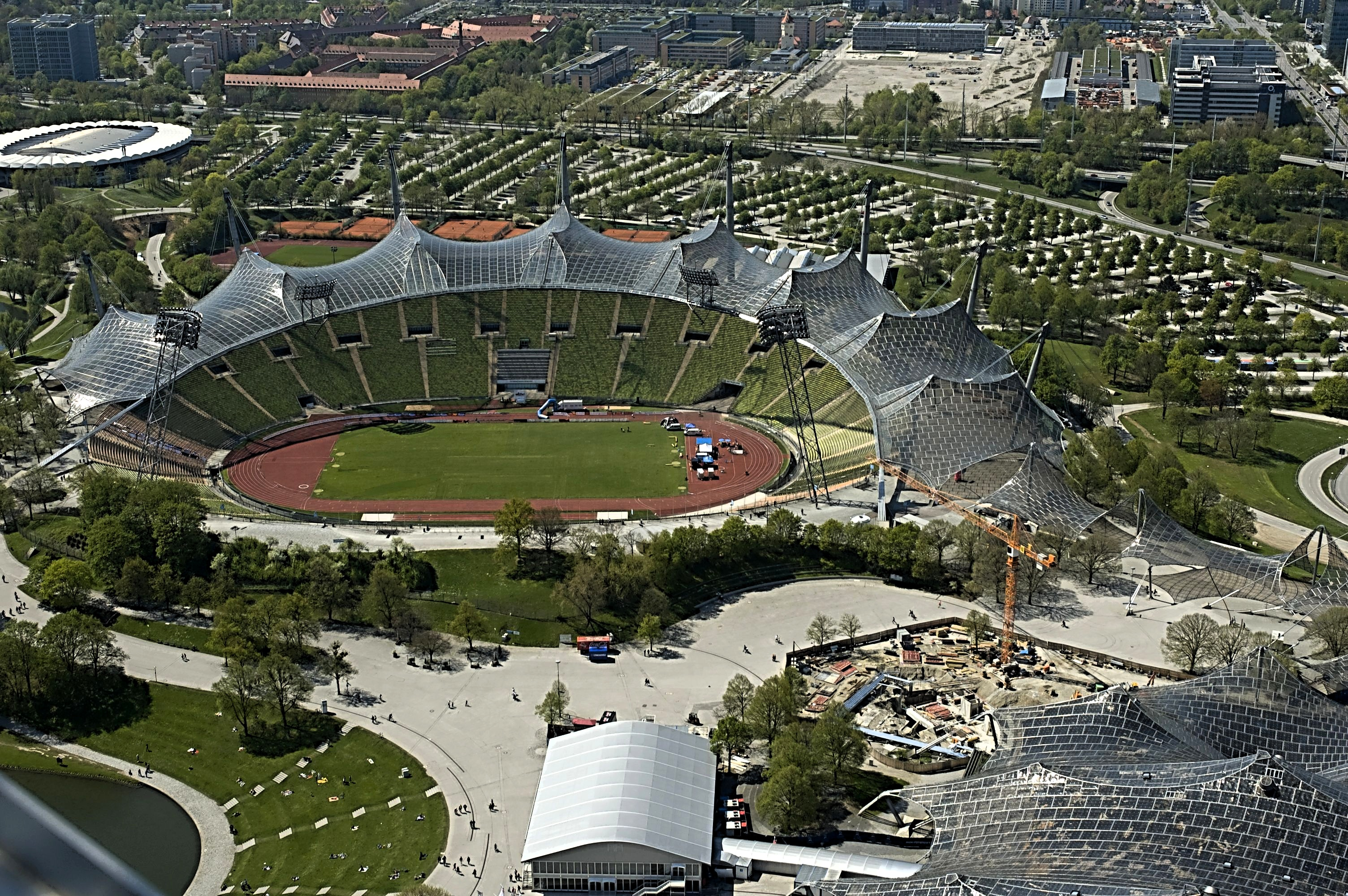
Das Olympiastadion in München von oben im Jahr 2009

Der Weitsprung der Frauen bei den Leichtathletik-Europameisterschaften 2002 wurde am 6. und 7. August 2002 im Münchener Olympiastadion ausgetragen.
Europameisterin wurde die russische Olympiadritte von 2000 und Vizeweltmeisterin von 2001 Tatjana Kotowa. Sie gewann vor der Britin Jade Johnson. Bronze ging an die Ungarin Tünde Vaszi.

## Bestehende Rekorde
| Weltrekord           | 7,52 m | Galina Tschistjakowa | Leningrad (heute St. Petersburg), Sowjetunion (heute Russland) | r11. Juni 1988  |
| Europarekord         | 7,52 m | Galina Tschistjakowa | Leningrad (heute St. Petersburg), Sowjetunion (heute Russland) | r11. Juni 1988  |
| Meisterschaftsrekord | 7,27 m | Heike Drechsler      | EM Stuttgart, BR Deutschland                                   | 27. August 1986 |

Der bestehende EM-Rekord wurde bei diesen Europameisterschaften nicht erreicht. Die größte Weite erzielte die russische Europameisterin Tatjana Kotowa im Finale mit 6,85 m, womit sie 42 Zentimeter unter dem Rekord blieb. Zum Welt- und Europarekord fehlten ihr 69 Zentimeter.

## Windbedingungen
In den folgenden Ergebnisübersichten sind die Windbedingungen zu den jeweiligen Sprüngen mitbenannt. Der erlaubte Grenzwert liegt bei zwei Metern pro Sekunde. Bei stärkerer Windunterstützung wird die Weite für den Wettkampf gewertet, findet jedoch keinen Eingang in Rekord- und Bestenlisten.

## Qualifikation
6. August 2002
24 Wettbewerberinnen traten in zwei Gruppen zur Qualifikationsrunde an. Eine von ihnen (hellblau unterlegt) übertraf die Qualifikationsweite für den direkten Finaleinzug von 6,60 m. Damit war die Mindestzahl von zwölf Finalteilnehmerinnen nicht erreicht. Das Finalfeld wurde mit den rlf nächstplatzierten Sportlerinnen (hellgrün unterlegt) auf zwölf Springerinnen aufgefüllt. So reichten für die Finalteilnahme schließlich 6,31 m.

### Gruppe A

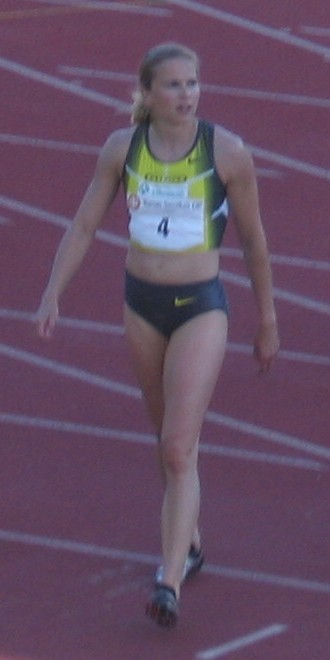
Johanna Halkoaho fehlte nur ein Zentimeter für die Finalteilnahme
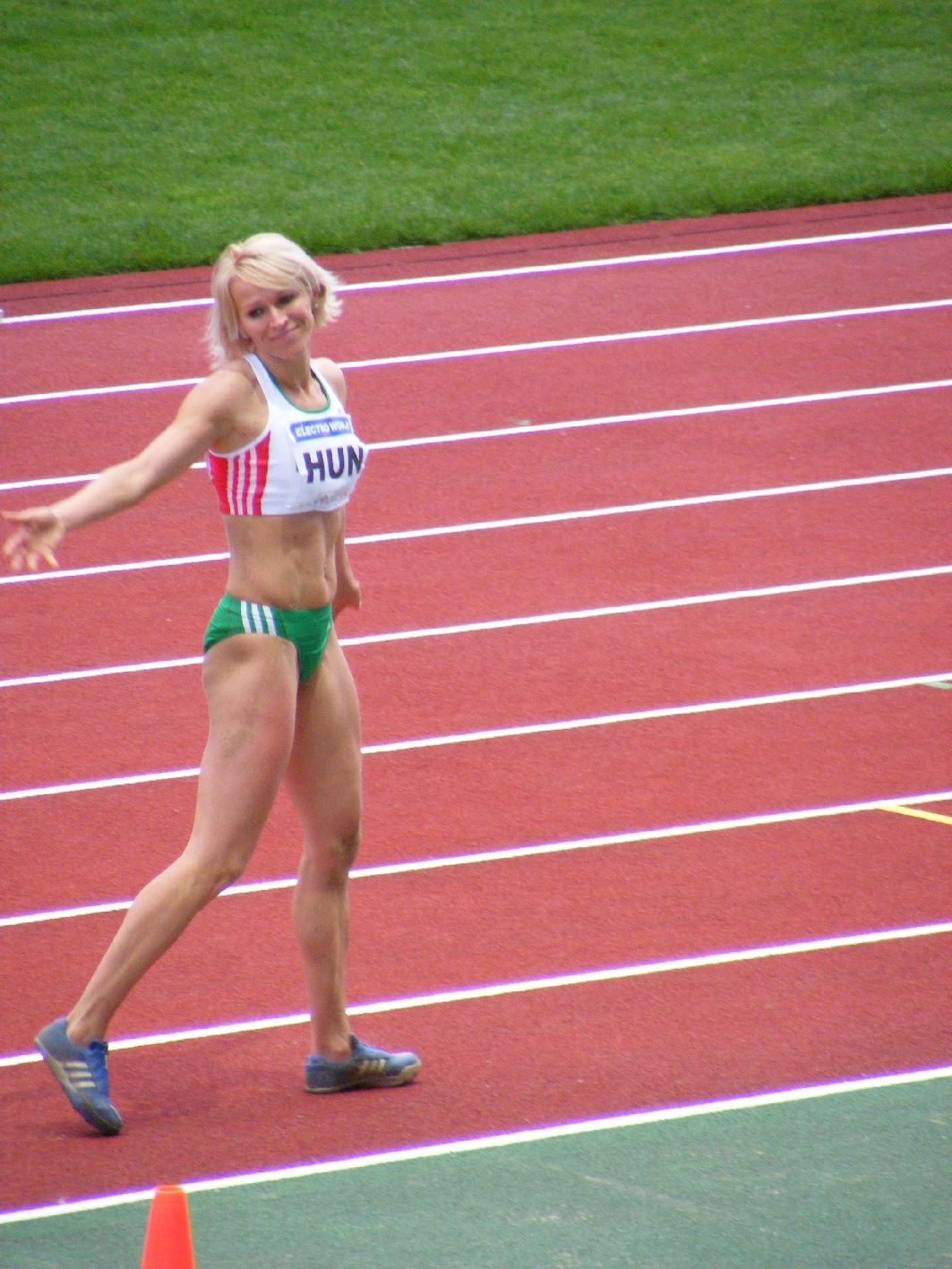
Niurka Montalvo blieb in der Qualifikation ohne gültigen Versuch

| Platz | Name               | Nation       | Weite (m) | Wind (m/s) |
| ----- | ------------------ | ------------ | --------- | ---------- |
| 1     | Tatjana Kotowa     | Russland     | 6,50      | +0,1       |
| 2     | Olga Rubljowa      | Russland     | 6,45      | +0,8       |
| 3     | Styliani Pilatou   | Griechenland | 6,43      | −0,2       |
| 4     | Sofia Schulte      | Deutschland  | 6,42      | −0,1       |
| 5     | Heike Drechsler    | Deutschland  | 6,41      | −0,4       |
| 6     | Valentīna Gotovska | Lettland     | 6,35      | −0,2       |
| 7     | Naide Gomes        | Portugal     | 6,33      | +0,3       |
| 8     | Johanna Halkoaho   | Finnland     | 6,30      | −0,6       |
| 9     | Zita Ajkler        | Ungarn       | 6,16      | −0,3       |
| 10    | Silvia Favre       | Italien      | 6,08      | +0,7       |
| 11    | Olivia Wöckinger   | Österreich   | 6,06      | −0,6       |
| NM    | Niurka Montalvo    | Italien      |           |            |

### Gruppe B
| Platz | Name                | Nation         | Weite (m) | Wind (m/s) |
| ----- | ------------------- | -------------- | --------- | ---------- |
| 1     | Jade Johnson        | Großbritannien | 6,60      | −0,5       |
| 2     | Tünde Vaszi         | Ungarn         | 6,59      | +1,1       |
| 3     | Concepción Montaner | Spanien        | 6,43      | −0,2       |
| 4     | Antonia Jordanowa   | Bulgarien      | 6,35      | +0,7       |
| 5     | Liliana Zagacka     | Polen          | 6,31      | −0,1       |
| 6     | Cristina Nicolau    | Rumänien       | 6,29      | −0,2       |
| 7     | Bianca Kappler      | Deutschland    | 6,20      | +0,2       |
| 8     | Irina Melnikowa     | Russland       | 6,13      | −1,1       |
| 9     | Níki Xánthou        | Griechenland   | 6,12      | +1,8       |
| 10    | Monica Falchi       | Italien        | 6,09      | −1,6       |
| 11    | Tina Čarman         | Slowenien      | 6,03      | +0,2       |
| 12    | Laura Gatto         | Italien        | 5,92      | −0,1       |

## Legende
| x | ungültig |

## Finale
7. August 2002
| Platz | Name                | Nation         | Resultat (m) Wind (m/s) | 1. Versuch (m) Wind (m/s) | 2. Versuch (m) Wind (m/s) | 3. Versuch (m) Wind (m/s) | 4. Versuch (m) Wind (m/s)                     | 5. Versuch (m) Wind (m/s)                     | 6. Versuch (m) Wind (m/s)                     |
| 1     | Tatjana Kotowa      | Russland       | 6,85 / +0,5             | 6,78 / +0,2               | x                         | x                         | 6,81 / ±0,0                                   | 6,85 / +0,5                                   | x                                             |
| 2     | Jade Johnson        | Großbritannien | 6,73 / +1,1             | 6,66 / −0,5               | 6,72 / +1,2               | x                         | 6,52 / −1,1                                   | 6,73 / +1,1                                   | 6,58 / ±0,0                                   |
| 3     | Tünde Vaszi         | Ungarn         | 6,73 / +1,7             | 6,47 / +0,7               | 6,44 / +0,2               | 6,47 / +0,2               | x                                             | 6,73 / +1,7                                   | 6,53 / +0,8                                   |
| 4     | Concepción Montaner | Spanien        | 6,67 / +0,6             | 6,52 / ±0,0               | x                         | 6,67 / +0,6               | 6,56 / −0,5                                   | 6,44 / −0,4                                   | 6,47 / +0,8                                   |
| 5     | Heike Drechsler     | Deutschland    | 6,64 / −0,1             | 6,35 / −0,1               | 6,49 / −0,6               | x                         | 6,63 / −0,7                                   | 6,64 / −0,1                                   | x                                             |
| 6     | Styliani Pilatou    | Griechenland   | 6,58 / −0,1             | 6,53 / +0,7               | 6,58 / −0,1               | x                         | 6,48 / +0,2                                   | 6,46 / ±0,0                                   | x                                             |
| 7     | Olga Rubljowa       | Russland       | 6,58 / +0,6             | 6,46 / +0,5               | x                         | 6,58 / −0,1               | 4,71 / −0,1                                   | x                                             | x                                             |
| 8     | Sofia Schulte       | Deutschland    | 6,43 / +0,7             | 6,25 / +0,7               | 6,34 / −0,                | 6,43 / +1,5               | 4,37 / −0,9                                   | 5,84 / −0,9                                   | 6,14 / −0,6                                   |
| 9     | Liliana Zagacka     | Polen          | 6,24 / ±0,0             | 6,01 / ±0,0               | x                         | 6,24 / +0,9               | nicht im Finale der besten acht Springerinnen | nicht im Finale der besten acht Springerinnen | nicht im Finale der besten acht Springerinnen |
| 10    | Naide Gomes         | Portugal       | 6,23 / −1,1             | 6,23 / −1,1               | x                         | 6,00 / −1,0               | nicht im Finale der besten acht Springerinnen | nicht im Finale der besten acht Springerinnen | nicht im Finale der besten acht Springerinnen |
| 11    | Antonia Jordanowa   | Bulgarien      | 6,21 / −0,7             | 6,11 / −0,7               | x                         | 6,21 / −0,9               | nicht im Finale der besten acht Springerinnen | nicht im Finale der besten acht Springerinnen | nicht im Finale der besten acht Springerinnen |
| 12    | Valentīna Gotovska  | Lettland       | 5,93 / +0,5             | x                         | x                         | 5,93 / +0,5               | nicht im Finale der besten acht Springerinnen | nicht im Finale der besten acht Springerinnen | nicht im Finale der besten acht Springerinnen |

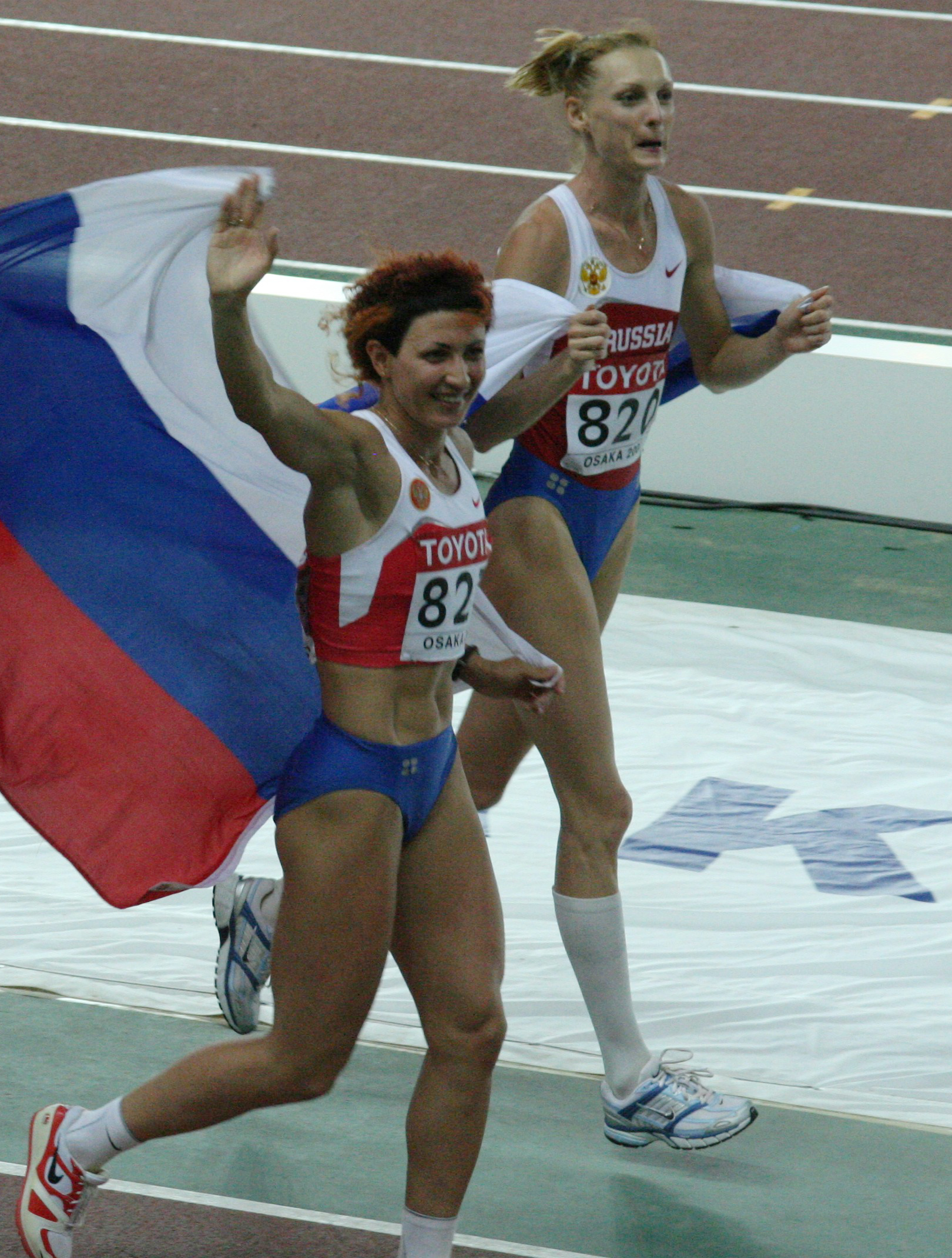
Europameisterin Tatjana Kotowa (rechts)
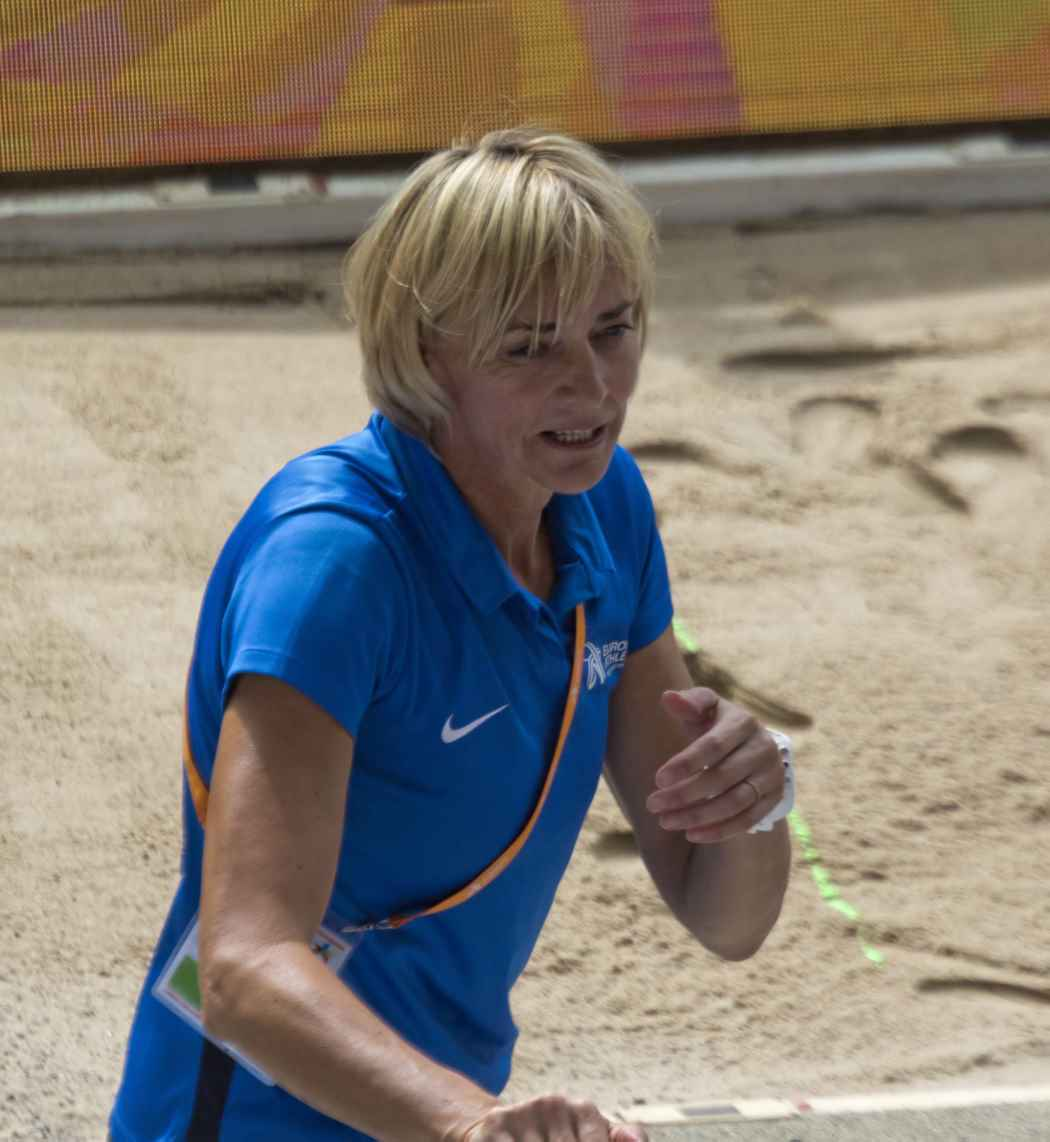
Die vierfache Europameisterin, jeweils zweifache Weltmeisterin und Olympiasiegerin Heike Drechsler musste hier mit Rang fünf zufrieden sein
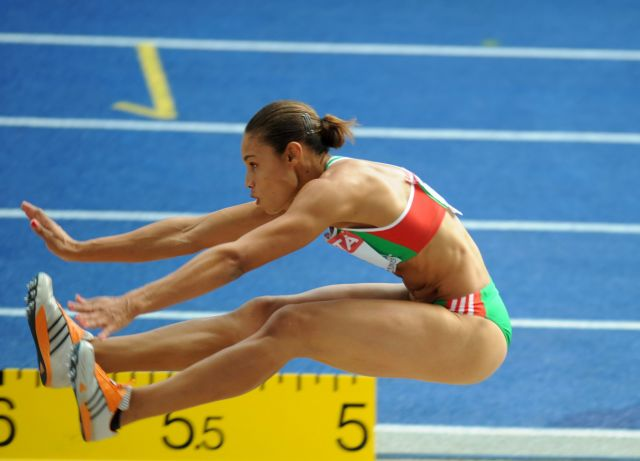
Naide Gomes belegte Rang zehn

## Videolink
- 2002 European Championships, Munich long jump women, Vaszi Tunde, youtube.com, abgerufen am 24. Januar 2023